# Elaine Zayak
Elaine Zayak, née le 4 avril 1965 à Belleville (New Jersey), est une ancienne patineuse artistique américaine.

## Biographie

### Carrière sportive
Âgée de deux ans, Elaine Zayak eut un accident avec une tondeuse à gazon électrique. Elle perdit ainsi une partie de son pied gauche, les deux petits orteils. Sur conseils de son médecin, elle commença le patinage artistique comme physiothérapie. Son pied gauche avait besoin d'une semelle orthopédique pour compenser au mieux la partie qu'elle avait perdue.
Elaine Zayak fut la première femme à incorporer plusieurs triples sauts dans son programme. Aux championnats du monde de 1982, elle sauta six triples sauts et gagna le titre devant Katarina Witt. Toutefois, quatre de ces sauts étaient des triples boucle piqué. À cause de cette répétition d'un même saut, le règlement a été changé et la «règle Zayak» introduite. Depuis chaque saut ne peut être mis que deux fois dans un programme et l'un d'eux doit faire partie d'une combinaison avec un autre saut. Cette règle encouragea les patineurs à diversifier leurs sauts.
Elle poursuivit la compétition et termina sixième des Jeux olympiques d'hiver de 1984 et troisième aux championnats du monde de 1984. Ses places étaient le résultat de faibles résultats aux éléments imposés (attribués par la suite à sa blessure au pied gauche) et du changement de règlement qui limitait le nombre de sauts qu'elle pouvait faire.
En 1984, elle devint professionnelle puis redevint amateure en 1993 afin de pouvoir concourir aux Jeux olympiques d'hiver de 1994. Malgré une bonne prestation, elle ne termina que quatrième des championnats des États-Unis et ne se qualifia donc pas pour les jeux.

## Palmarès
| Compétitions principales      | 1979    | 1980    | 1981    | 1982    | 1983    | 1984    | ... | 1994    |  |  |  |  |  |  |
| Jeux olympiques d'hiver       |         |         |         |         |         | 6e      |     |         |  |  |  |  |  |  |
| Championnats du monde         |         | 11e     | 2e      | 1re     | F       | 3e      |     |         |  |  |  |  |  |  |
| Championnats des États-Unis   |         | 4e      | 1re     | 3e      | 2e      | 3e      |     | 4e      |  |  |  |  |  |  |
| Championnats du monde juniors | 1re     |         |         |         |         |         |     |         |  |  |  |  |  |  |
|                               |         |         |         |         |         |         |     |         |  |  |  |  |  |  |
| Autres Compétitions           | 1978/79 | 1979/80 | 1980/81 | 1981/82 | 1982/83 | 1983/84 |     | 1993/94 |  |  |  |  |  |  |
| Skate America                 |         |         |         | 2e      |         |         |     |         |  |  |  |  |  |  |
| Skate Canada                  |         |         | 1re     |         |         |         |     |         |  |  |  |  |  |  |
| Légende : F = Forfait         |         |         |         |         |         |         |     |         |  |  |  |  |  |  |